# Reinoud III van Soissons
Reinoud III van Soissons (overleden in 1141) was van 1115 tot aan zijn dood graaf van Soissons. Hij behoorde tot het huis Normandië.

## Levensloop
Reinoud III was de zoon van graaf Jan I van Soissons en Aveline van Pierrefonds, dochter van heer Nivelon II. Na de dood van zijn vader rond het jaar 1115 werd hij graaf van Soissons. 
In 1137 huwde hij met Bathilde, wier afkomst onbekend gebleven is. Het huwelijk bleef kinderloos.
Hij was de laatste Normandische graaf van Soissons. Na Reinouds dood in 1141 benoemde de bisschop van Soissons, Joscelin de Vierzi, een ver familielid, Ivo II van Nesle, als zijn opvolger.